# Henk Fraser
Henk Fraser (Paramaribo, 7 juli 1966) is een Nederlands-Surinaams voetbaltrainer en voormalig profvoetballer. Fraser speelde doorgaans als centrumverdediger en kwam uit voor Sparta Rotterdam, FC Utrecht, Roda JC en Feyenoord. Na zijn spelerscarrière werd Fraser trainer. Voorheen schreef hij zijn achternaam als Fräser. Vanaf het seizoen 2023/2024 is hij hoofdtrainer van RKC Waalwijk.
Fraser speelde zes wedstrijden in het Nederlands elftal en was actief op het WK 1990 in Italië.

## Spelerscarrière

### Jeugd
Fraser werd geboren in Suriname en verhuisde in 1974 op 8-jarige leeftijd naar Rotterdam-West. Zijn vader heeft als militair gediend in het Surinaams leger en hierdoor kreeg hij in zijn jeugd een strenge opvoeding. Hij begon met voetballen bij RFC Rotterdam en kwam via die club op zijn 16e terecht bij Sparta, waar hij in de jeugd onder andere samenspeelde met Juul Ellerman en John Schuurhuizen. In 1984 voltooide Fraser zijn opleiding tot automonteur, maar in plaats van te gaan werken in een garage tekende hij een profcontract voor 2 jaar bij Sparta.

### Sparta
Fraser maakte op 3 november 1984 zijn debuut in het betaald voetbal tegen Roda JC en kwam in twee jaar tijd uiteindelijk tot 12 wedstrijden in het eerste elftal. Hij speelde zijn wedstrijden voornamelijk als spits in het tweede. In de voorbereiding op het seizoen 1985-1986 raakte hij geblesseerd aan zijn enkel, waarna trainer Theo Vonk steeds minder interesse toonde in hem. Hij wist mede hierdoor niet door te breken bij Sparta en in de zomer van 1986 tekende hij, na afloop van zijn contract, bij FC Utrecht, dat ongeveer 150 duizend gulden voor hem betaalde.

### FC Utrecht
Bij FC Utrecht maakte Fraser, in eerste instantie wederom als aanvaller naast John van Loen, snel furore. Hij prees hierbij de invloed van trainers Nol de Ruiter en Wim van Hanegem en de gelouterde profs Ton Pattinama en Bas van Noortwijk, die later zijn zaakwaarnemer zou worden. Nadat Erik Willaarts zich steeds nadrukkelijker in de kijker speelde, verhuisde Fraser van de spitspositie naar die van centrale middenvelder of voorstopper. Hoewel hij met zijn spel opzien baarde en er al snel interesse van andere clubs kwam, vergaarde hij ook de bijnaam Mister Geel, vanwege de grote hoeveelheid gele kaarten, die hij ontving. In zijn tweede seizoen in Utrecht kreeg Fraser te maken met de jonge trainer Han Berger, met wie hij een moeilijke verstandhouding had en weinig ontwikkeling doormaakte. In maart 1988 liep hij een spierscheuring op, waardoor hij langere tijd uit de roulatie was.

### Roda JC
In de zomer van 1988 haalde Jan Reker de toen pas 21-jarige Fraser naar Roda JC, dat onder financiële injecties van Nol Hendriks stevig aan de weg timmerde. Met de overgang was een bedrag van ongeveer 350 duizend gulden gemoeid. Hij tekende er een contract van 3 jaar. Later wist Fraser ook oud-ploeggenoot Van Loen over te halen naar Kerkrade te komen. In juni 1989 liet Fraser, op aandringen van Reker, de trip naar Suriname van het Nederlands Kleurrijk Elftal, waar hij al langere tijd deel van uitmaakte aan zich voorbij gaan. Deze reis mondde uit in de SLM-ramp waarbij 176 mensen, waaronder 14 voetballers omkwamen. Enige tijd was er verwarring of Fraser ook betrokken was bij het ongeluk, omdat zijn naam wel voorkwam op de passagierslijst. Uiteindelijk bleek Wendel Fräser, een verre neef en speler van RBC, te zijn omgekomen bij de crash.
In augustus 1989 werd Fraser, door bondscoach Thijs Libregts, voor het eerst geselecteerd voor het Nederlands voetbalelftal. Op 6 september maakte hij, evenals Bryan Roy en Stanley Menzo zijn debuut tegen Denemarken. Fraser had Brian Laudrup als directe tegenstander en werd, ondanks het feit dat hij bij een 2-0 voorsprong een penalty veroorzaakte, onder andere door aanvoerder Ruud Gullit, geroemd voor zijn spel. Enkele dagen later maakte Fraser, die zich in de belangstelling had gespeeld van onder andere Montpellier HSC en Ajax, bekend een verbeterd contract bij Roda JC naast zich neer te leggen, om zo de kans op een transfer naar een topclub te verhogen. In oktober 1989 was er concrete interesse van Real Sociedad, maar een bovenbeenblessure, waarvoor hij in december 1989 geopereerd werd, gooide roet in het eten. Groot was de verbazing toen Fraser, terwijl hij onder het mes was, door Libregts geselecteerd werd voor een oefeninterland tegen Brazilië. Op 28 februari speelde hij uiteindelijk zijn tweede interland in Kiev tegen de Sovjet-Unie in de wedstrijd die vooral bekend werd, omdat debutant Marcel Peeper hierin zijn kuit- en scheenbeen brak.
In maart 1990 was Fraser dicht bij een overstap naar Borussia Dortmund, maar vanwege familieomstandigheden bleef een transfer uit. Uiteindelijk was het Feyenoord, dat bereid was de gevraagde transfersom van 2,2 miljoen gulden neer te leggen, waarvan Fraser zelf 400 duizend gulden incasseerde. Hij tekende een contract voor 4 jaar bij de Stadionclub. Hiermee was hij de duurste aankoop van Feyenoord op dat moment.
In de zomer van 1990 werd hij door bondscoach Leo Beenhakker geselecteerd voor het dramatisch verlopen Wereldkampioenschap Voetbal 1990. Fraser speelde er één wedstrijd. In de derde poulewedstrijd tegen Ierland (uitslag 1-1), viel hij in de 59e minuut in voor Richard Witschge.

### Eerste jaren bij Feyenoord
Toen Fraser zich in 1990 aansloot bij Feyenoord, bevond de club zich in een roerige periode. In het voorgaande jaar was de ploeg, onder leiding van Gunder Bengtsson en Pim Verbeek op de 11e plaats geëindigd. Hierop werd er flink de bezem gehaald door de selectie, waarbij dragende spelers als Marcel Brands en Joop Hiele te verstaan werd gegeven te vertrekken. Ondertussen contracteerde de club naast Fraser onder andere Arnold Scholten van Ajax, Ed de Goey van Sparta, Harry van der Laan van ADO Den Haag en Ioan Sabău van Dinamo Boekarest.
Fraser kende een moeilijke start in Rotterdam. In december 1990 liep een bekerwedstrijd tussen Feyenoord en SC Heracles '74 uit de hand en kreeg Fraser, evenals teamgenoot Sabău, de rode kaart wegens een vechtpartij op het veld. Toen hij in de kleedkamer uit frustratie tegen een muur sloeg, brak hij hierbij zijn hand. Hij kreeg uiteindelijk een schorsing van vier wedstrijden voor zijn aandeel in de vechtpartij. Nog voor Fraser weer hersteld was van de breuk, werden Bengtsson en Verbeek ontslagen ten faveure van Wim Jansen. Onder Jansen ging de club beter spelen. Feyenoord eindigde dat seizoen weliswaar slechts op de 8e plaats, maar wist wel de KNVB beker te winnen. Die zomer was Fraser dicht bij een overstap naar Karlsruher SC, maar een transfer bleef uiteindelijk uit.
In het seizoen 1991-1992 kreeg Fraser te maken met Hans Dorjee, die naast Jansen als technisch manager, zou fungeren als veldtrainer. Dorjee was vanwege een hartoperatie echter zelden in functie, waardoor feitelijk Wim Jansen nog steeds de trainingen leidde. In maart nam Jansen definitief het stokje weer over van Dorjee. In november raakte Fraser geblesseerd aan zijn enkel, waardoor hij van november tot de winterstop uit de roulatie was. Feyenoord speelde dit seizoen lange tijd mee om de titel en eindigde uiteindelijk op de 3e plaats.

### Kampioenschap onder Van Hanegem
In de zomer van 1992 werd Wim van Hanegem, Frasers oude mentor bij FC Utrecht, trainer van de Rotterdamse club. Hij gaf bij aankomst aan Frasers kwaliteiten te waarderen en posteerde hem regelmatig op het middenveld. Fraser kende een goede seizoensstart en werd, voor het eerst sinds 1990, weer opgeroepen voor het Nederlands elftal. Bij Feyenoord vormde hij in die jaren een stabiele verdediging met onder anderen Ruud Heus, John de Wolf en Ulrich van Gobbel. In oktober liet hij van zich spreken door tijdens een Europa Cup wedstrijd tegen FC Luzern een tegenstander in het gezicht te slaan. De scheidsrechter wees na het incident abusievelijk John de Wolf aan als boosdoener, waarna deze de rode kaart en een schorsing van vier wedstrijden kreeg. Fraser werd door Feyenoord disciplinair gestraft voor zijn misdraging. Later herriep de UEFA de beslissing van de scheidsrechter en kreeg Fraser alsnog een schorsing van drie wedstrijden. Op 10 maart 1993 brak Fraser in een bekerduel tegen FC Zwolle na een ongelukkige botsing met Remco Boere zijn rechterkuitbeen. Later bleek dat hij ook zijn enkelbanden had afgescheurd, waardoor hij de rest van het seizoen, waarin Feyenoord landskampioen werd, miste.
Aan het begin van het seizoen 1993-1994 kwam Fraser wederom in opspraak. Tijdens een wedstrijd op een vriendschappelijk toernooi liep een wedstrijd tussen Feyenoord en het Helders voetbalelftal uit op een massale vechtpartij, waarbij een speler van de Helderse selectie een gebroken kaak opliep. Fraser werd in eerste instantie als schuldige aangewezen, maar bleek later niet verantwoordelijk te zijn voor het letsel. Wel had hij een tegenstander bespuugd en geslagen. Kort hierna brak hij zijn rechterscheenbeen, waarna bij een scan tevens een breuk in zijn kuitbeen geconstateerd werd. Op 17 augustus werd Fraser voor zijn aandeel in de vechtpartij voor vier wedstrijden geschorst, voor spugen. De straf zou pas ingaan nadat hij weer wedstrijdfit verklaard zou worden. In januari 1994 brak hij zijn neus. In april verlengde hij zijn contract tot 1997. Hij speelde uiteindelijk slechts 19 wedstrijden.

### Blessureleed
Tijdens de voorbereiding op het seizoen 1994-1995 was Fraser volledig weer fit, maar al snel sloeg het blessureleed echter weer toe. Gedurende het jaar was hij meerdere periodes afwezig door diverse blessures, die alle verband hielden met zijn rechterenkel. Tijdens de bekerfinale van dat jaar tegen FC Volendam, eiste hij een negatieve hoofdrol op door tegenspeler Ulrich Wilson te slaan. De actie werd met geel bestraft. Aan het einde van het seizoen moest Fraser vrezen voor zijn carrière, toen de problemen aan zijn enkel en achillespees aanbleven. In de zomer van 1995 liet hij zich opereren aan zijn rechteronderbeen, waarna een lange periode van revalideren en meerdere terugslagen volgden. In oktober van dat jaar werd trainer Van Hanegem ontslagen en vervangen door Arie Haan. Begin 1996 maakte hij zijn rentree in een vriendschappelijk toernooi in Marokko. Op 26 februari 1996 speelde hij zijn enige wedstrijd van dat seizoen tegen PSV. Kort hierna liep hij weer een enkelblessure op.
Aan het begin van het seizoen 1996-1997 was Fraser weer fit. In december pakte hij een rode kaart in een wedstrijd tegen zijn oude club Roda JC na een onnodig harde overtreding op André Ooijer. In maart 1997 verlengde hij zijn contract met twee jaar, nadat ook Sparta Rotterdam interesse had getoond.

### Einde carrière
Het seizoen 1997-1998 begon Fraser weer als basisspeler en werd hij door Haan verkozen als aanvoerder. Feyenoord draaide echter slecht. In augustus liep hij tegen een rode kaart op toen hij een wedstrijd tegen Sparta de doorgebroken Dennis de Nooijer neerhaalde. Op 5 oktober 1997 viel Fraser geblesseerd uit in een wedstrijd tegen NAC. Kort hierop stapte Haan op bij Feyenoord, hij werd opgevolgd door Leo Beenhakker. Fraser noemde Haan in een reactie "Een van de beste, zo niet de beste, trainer die ik in mijn carrière heb meegemaakt." Nadat Fraser weer bezig was met terugkomen, raakte hij op training zwaar geblesseerd na een botsing met teamgenoot Brad Parker, waarna hij per ambulance het trainingsveld verliet. Uit onderzoek bleek dat hij een drievoudig knieletsel had opgelopen aan zijn linkerknie. De mediale band was afgescheurd, in de voorste kruisband zat een scheur en het kraakbeen in de knie was beschadigd. Het revalidatieproces zou weer enkele maanden duren.
Nadat de blessure in de zomer van 1998 nog niet geheel verdwenen was, besloot Fraser zich te laten opereren aan zijn knie. Eind september werd hij weer fit verklaard en speelde hij diverse wedstrijden in het tweede elftal, maar nog voor hij een wedstrijd kon spelen verdraaide hij zijn rechterknie en beschadigde daarbij zijn kruisbanden. Hoewel hij weer snel op trainingsveld verscheen, bleek een terugkeer naar het betaald voetbal ditmaal onhaalbaar. In maart 1998 maakte hij bekend zijn carrière af te sluiten. In mei 1999 nam hij afscheid van de club. Hij was op dat moment al gestart met lessen voor zijn trainersdiploma.
Bij Feyenoord won hij vier nationale bekers, de eerste editie van de Johan Cruijff Schaal en één landskampioenschap en haalde hij de halve finale van de Europacup II 1991/92.

### Nederlands elftal
Fraser kwam in 1987 en 1988, terwijl hij speelde bij FC Utrecht drie maal uit voor Jong Oranje. Hij speelde twee kwalificatiewedstrijden voor het jeugd-EK in 1988. Hij werd in 1988 opgenomen in de selectie voor het EK. Hier speelde hij een wedstrijd tegen Jong Griekenland.
Fraser speelde zes interlands voor het Nederlands elftal. Op 6 september 1989 maakte hij, als speler van Roda JC, zijn debuut in een vriendschappelijke wedstrijd tegen Denemarken. De Oranjeselectie werd voor deze wedstrijd geplaagd door afzeggingen. Uiteindelijk bleken van de basisformatie waarmee Nederland Europees kampioen werd, enkel Ronald Koeman en Jan Wouters beschikbaar. Fraser kreeg van bondscoach Thijs Libregts een basisplaats toegewezen. In diezelfde wedstrijd maakte ook Bryan Roy en Stanley Menzo hun debuut. Fraser speelde in het hart van de verdediging, naast Ronald Koeman, met Aron Winter en Graeme Rutjes op de backposities. Fraser speelde een goede en solide wedstrijd en gaf na afloop aan, dat hij hoopte op een basisplaats in de volgende interlands. Fraser werd door de, met een blessure afhaakte, Oranjecaptain Ruud Gullit geprezen om zijn spel, dat hij "geconcentreerd en bijna foutloos" noemde. De wedstrijd hierop volgend koos Libregts echter voor PSV-verdediger Adick Koot, om daarna terug te vallen op de ervaren Adri van Tiggelen.
Fraser werd in de zomer van 1990 door Leo Beenhakker wel opgenomen in de selectie voor het WK van 1990. Hier kwam hij slechts een duel in actie, toen hij in de 59e minuut van de laatste groepswedstrijd tegen Ierland Richard Witschge verving.
Hierna raakte zijn interlandcarrière in het slop. Rinus Michels maakte in de aanloop weinig gebruik van de verdediger. Hij werd wel regelmatig opgeroepen, maar mocht slechts tweemaal kort invallen. Kort na het WK, op 26 september 1990, verving Fraser in de 77e minuut Jan Wouters tegen Italië. Op 12 februari 1992, kort voor het aankomende EK van 1992, verving hij in de vriendschappelijke wedstrijd tegen Portugal 78e minuut Danny Blind. Fraser behoorde niet tot de selectie voor het EK in Zweden.
Kort na het EK, op 14 oktober 1992, speelde hij zijn laatste interland tegen Polen, door in de 80e minuut Frank Rijkaard te vervangen.
| Interlands van Henk Fraser voor Nederland | Interlands van Henk Fraser voor Nederland | Interlands van Henk Fraser voor Nederland | Interlands van Henk Fraser voor Nederland | Interlands van Henk Fraser voor Nederland | Interlands van Henk Fraser voor Nederland | Interlands van Henk Fraser voor Nederland |
| №                                         | Datum                                     | Wedstrijd                                 | Uitslag                                   | Competitie                                | Goals                                     | Minuten                                   |
| Als speler van Roda JC                    | Als speler van Roda JC                    | Als speler van Roda JC                    | Als speler van Roda JC                    | Als speler van Roda JC                    | Als speler van Roda JC                    | Als speler van Roda JC                    |
| ----------------------------------------- | ----------------------------------------- | ----------------------------------------- | ----------------------------------------- | ----------------------------------------- | ----------------------------------------- | ----------------------------------------- |
| 1                                         | 6 september 1989                          | Nederland – Denemarken                    | 2 – 2                                     | vriendschappelijk                         | 0                                         | 90                                        |
| 2                                         | 28 maart 1990                             | Sovjet-Unie – Nederland                   | 2 – 1                                     | vriendschappelijk                         | 0                                         | 90                                        |
| 3                                         | 21 juni 1990                              | Nederland – Ierland                       | 1 – 1                                     | WK 1990                                   | 0                                         | 31                                        |
| Als speler van Feyenoord                  |                                           |                                           |                                           |                                           |                                           |                                           |
| 4                                         | 26 september 1990                         | Italië – Nederland                        | 1 – 0                                     | voorronde EK 1992                         | 0                                         | 23                                        |
| 5                                         | 12 februari 1992                          | Portugal – Nederland                      | 2 – 0                                     | voorronde EK 1992                         | 0                                         | 22                                        |
| 6                                         | 14 oktober 1992                           | Nederland – Polen                         | 2 – 2                                     | voorronde WK 1994                         | 0                                         | 10                                        |

### Clubstatistieken
| Seizoen   | Club             | Competitie | Duels | Goals |
| --------- | ---------------- | ---------- | ----- | ----- |
| 1984-1985 | Sparta Rotterdam | Eredivisie | 8     | 0     |
| 1985-1986 | Sparta Rotterdam | Eredivisie | 4     | 0     |
| 1986-1987 | FC Utrecht       | Eredivisie | 30    | 10    |
| 1987-1988 | FC Utrecht       | Eredivisie | 28    | 2     |
| 1988-1989 | Roda JC          | Eredivisie | 31    | 3     |
| 1989-1990 | Roda JC          | Eredivisie | 27    | 3     |
| 1990-1991 | Feyenoord        | Eredivisie | 23    | 2     |
| 1991-1992 | Feyenoord        | Eredivisie | 26    | 6     |
| 1992-1993 | Feyenoord        | Eredivisie | 20    | 4     |
| 1993-1994 | Feyenoord        | Eredivisie | 19    | 0     |
| 1994-1995 | Feyenoord        | Eredivisie | 17    | 0     |
| 1995-1996 | Feyenoord        | Eredivisie | 1     | 0     |
| 1996-1997 | Feyenoord        | Eredivisie | 25    | 3     |
| 1997-1998 | Feyenoord        | Eredivisie | 7     | 0     |
| 1998-1999 | Feyenoord        | Eredivisie | 0     | 0     |
|           | Totaal           |            | 286   | 37    |

## Trainerscarrière

### Jeugd- en assistent-trainer
In 1999 stopte Fraser als speler, waarna hij voor Feyenoord als jeugdtrainer aan de slag ging. In maart 2007 stopte de Rotterdamse club de samenwerking met Fraser. Dit zorgde voor hevige protesten onder de Feyenoordaanhang, die Fraser nog steeds als een clubicoon beschouwde. De fans maakten hun ongenoegen kenbaar door middel van protestspandoeken tijdens wedstrijden. Toen deze in eerste instantie werden verwijderd, leverde ook dat weer problemen op met de achterban.
In het seizoen 2007/08 was hij samen met Marco Gentile assistent-trainer onder Wiljan Vloet bij ADO Den Haag. Vanaf 2009 trainde hij de A1 bij PSV. In 2011 behaalde hij het diploma Coach Betaald Voetbal en vertrok hij naar ADO Den Haag om daar wederom assistent-trainer te worden, ditmaal onder Maurice Steijn. In februari 2012 stelde de KNVB Fraser aan als assistent-coach bij Jong Oranje.

### ADO Den Haag
Na het ontslag van Steijn op 5 februari 2014 nam Fraser de taak van hoofdtrainer over, waarbij hij als doelstelling had de club te behoeden voor degradatie. ADO ging onder Fraser van de laatste plaats in de Eredivisie naar het linkerrijtje.
Het voetbaljaar 2014/15 stond in het teken van de Chinese overname door het bedrijf United Vansen van eigenaar Hui Wang. Bijna het hele seizoen schommelden de Hagenezen tussen de twaalfde en zestiende plek, om uiteindelijk te eindigen op een veilige dertiende plaats, waarna zijn contract verlengd werd tot 2017. Ook het jaar daarop was het onrustig in Den Haag, bij de directie en de clubleiding op financieel gebied. ADO kwam op sportief niet in de problemen en eindigde op de elfde plaats.
In november 2015 baarde Fraser opzien door doelman Martin Hansen de opdracht te geven een blessure te simuleren. Hij gaf deze opdracht na afloop toe en zei in hetzelfde interview dat de keeper een te lage bloedsuikerspiegel en duizeligheid moest simuleren. Dit kwam hem op kritiek te staan van diverse diabetesbelangengroepen. Op 9 november bood Fraser bij RTL Late Night zijn excuses aan iedereen die zich getroffen voelde door de affaire.

### Vitesse

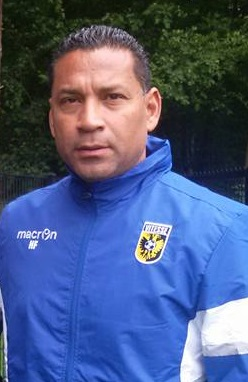
Fraser als hoofdtrainer van Vitesse.

Sinds het seizoen 2016/2017 was Fraser hoofdtrainer bij Vitesse. In zijn eerste seizoen pakte Vitesse onder zijn leiding de KNVB Beker, door AZ in de finale met 2-0 te verslaan. Hierdoor kwalificeerde Vitesse zich voor de UEFA Europa League, terwijl het in de competitie slechts op de vijfde plaats was geëindigd. Na het seizoen werd Fraser genomineerd voor de Rinus Michels Award. Ajax-Coach Peter Bosz ging er uiteindelijk met de prijs vandoor. In het daaropvolgende seizoen waren de prestaties ronduit wisselvallig. De Arnhemmers werden dit seizoen al vroeg uitgeschakeld in het bekertoernooi en ook het Europa League-avontuur werd geen succes. Na de 30ste speeldag (1-0 nederlaag tegen NAC Breda) van het seizoen 2017/18 wilde Vitesse niet meer met hem verder. Hij werd in april 2018 vervangen door Edward Sturing.

### Sparta
In december 2017 maakte het bestuur van Sparta Rotterdam bekend dat het Dick Advocaat had aangetrokken als opvolger van de ontslagen Alex Pastoor. De voormalig bondscoach van Oranje tekende voor een half jaar en kreeg de opdracht mee om Sparta te behouden voor de Eredivisie. In de tussentijd zocht de clubleiding naar een hoofdtrainer voor het nieuwe seizoen. Op 23 maart 2018 tekende Fraser een contract voor twee jaar bij Sparta Rotterdam, ingaand op 1 juli van dat jaar. Ondanks de aanwezigheid van Advocaat degradeerde Sparta naar de Eerste divisie. In zijn eerste seizoen als hoofdtrainer promoveerde Fraser via de play-offs naar de Eredivisie. In het daaropvolgende seizoen werd Sparta 11e in het door de coronacrisis niet afgemaakte Eredivisie-jaar. In het seizoen 2020/2021 werd Sparta onder leiding van Henk Fraser 8ste in de Eredivisie. Hiermee kwalificeerde het voor de play-offs voor Europees voetbal. Sparta werd echter door Feyenoord verslagen in de eerste play-off ronde.
Het seizoen 2021/2022 begon slecht voor Sparta en dat bleef zo. Op 24 april 2022 stapte Fraser per direct op, nadat zijn assistent Aleksander Rankovic door Sparta ontslagen werd. Sparta stond toen laatste in de Eredivisie.

### Nederlands elftal
Op 4 augustus 2021 werd bekend dat Fraser zijn baan als hoofdtrainer van Sparta Rotterdam zou gaan combineren met een functie als assistent-trainer van de nieuwe bondscoach Louis van Gaal bij het Nederlands voetbalelftal. Op 11 april 2022 werd bekend dat Fraser overstapt naar FC Utrecht. Hiermee werd ook duidelijk dat hij niet met het Nederlandse elftal naar het Wereldkampioenschap voetbal van 2022 zou gaan. Op 6 mei 2022 werd Edgar Davids met onmiddellijke ingang assistent-bondscoach van Oranje als opvolger van Fraser.

### FC Utrecht

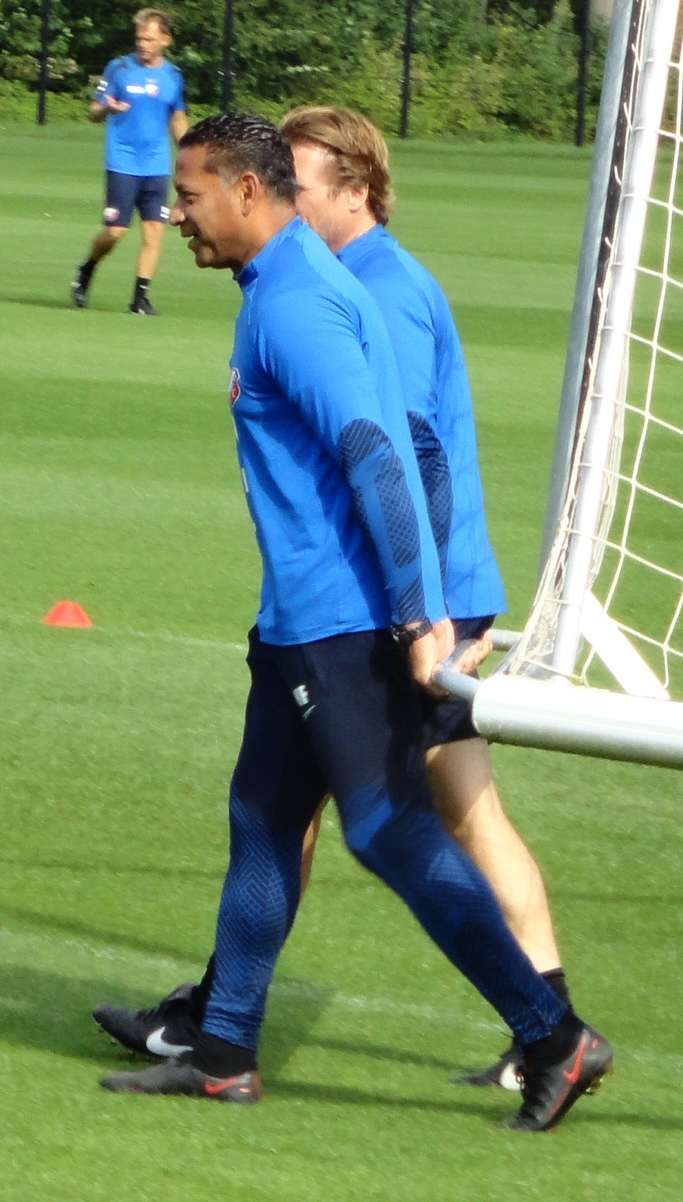
Henk Fraser als hoofdtrainer van FC Utrecht in 2022.

Fraser werd met ingang van het seizoen 2022/23 de nieuwe hoofdtrainer van FC Utrecht. Hij tekende een contract tot medio 2025 in de Domstad. In december 2022 stapte Fraser, na een incident op een trainingskamp in Spanje, op als trainer.

### RKC Waalwijk
Met ingang van het seizoen 2023/'24 werd Fraser benoemd tot hoofdtrainer van RKC Waalwijk.

### Clubstatistieken
| Seizoen | Competitie     | Club             | Eindstand | Ptn. | Bijzonderheden                                              |
| ------- | -------------- | ---------------- | --------- | ---- | ----------------------------------------------------------- |
| 2013/14 | Eredivisie     | ADO Den Haag     | 9e        | 43   | (18e bij ontslag van Maurice Steijn).                       |
| 2014/15 | Eredivisie     | ADO Den Haag     | 13e       | 37   |                                                             |
| 2015/16 | Eredivisie     | ADO Den Haag     | 11e       | 43   |                                                             |
| 2016/17 | Eredivisie     | Vitesse          | 5e        | 51   | Winst KNVB beker, Geplaatst voor Europees voetbal           |
| 2017/18 | Eredivisie     | Vitesse          | 7e*       | 42*  | Verlies Johan Cruijff Schaal, Ontslagen op 11 april 2018    |
| 2018/19 | Eerste divisie | Sparta Rotterdam | 2e        | 69   | Bronzen Stier (1e periode), Gepromoveerd naar de Eredivisie |
| 2019/20 | Eredivisie     | Sparta Rotterdam | 11e       | 33   |                                                             |
| 2020/21 | Eredivisie     | Sparta Rotterdam | 8e        | 47   | Play-offs Europees voetbal, verslagen door Feyenoord        |
| 2021/22 | Eredivisie     | Sparta Rotterdam | 18e       | 25   | Opgestapt op 24 april 2022                                  |
| 2022/23 | Eredivisie     | FC Utrecht       | 7e        | 24   | Opgestapt op 14 december 2022                               |

## Erelijst
Als speler
| Eredivisie           | 2x | 1992/93, 1998/99                   |
| KNVB beker           | 4x | 1990/91, 1991/92, 1993/94, 1994/95 |
| Johan Cruijff Schaal | 1x | 1991                               |

Als trainer
| Competitie                       |         |         |         |         |
| Competitie                       | Aantal  | Jaren   |         |         |
| Vitesse                          | Vitesse | Vitesse | Vitesse | Vitesse |
| -------------------------------- | ------- | ------- | ------- | ------- |
| KNVB beker                       | 1x      | 2016/17 |         |         |
| Sparta                           |         |         |         |         |
| Bronzen Stier (Eerste periode)   | 1x      | 2018/19 |         |         |
| Promotie Eredivisie na play-offs | 1x      | 2018/19 |         |         |

## Naam
Tijdens zijn actieve carrière en een deel van zijn trainersloopbaan liet Fraser zijn naam schrijven met een umlaut op de a: Fräser. Na genealogisch onderzoek bleek de naam echter niet, zoals eerst gedacht, uit Duitsland te komen, maar uit Schotland en bleek de umlaut overbodig en fout te zijn. De uitspraak van de naam is in beide gevallen hetzelfde: Freser.